# Child-Langmuirs lag

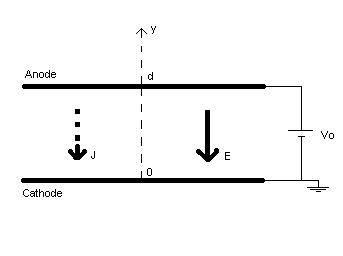
Rymdladdningsbegränsad vakuum diod

Child-Langmuirs lag eller Childs lag beskriver fysiken och matematiken bakom rördiodens funktion. Den är döpt efter
Clement Dexter Child (1868-1933), som först publicerade den 1911, och efter Irving Langmuir, som oberoende upptäckte den och publicerade den 1913.

## Problemställning
I rördioder emitteras (utsänds) elektroner från en het katod vid noll potential och uppsamlas av en anod med en potential Vo vilket resulterar i en konvektionsström. 
Under antagande att katoden och anoden är parallella ledande ytor och att elektronerna lämnar katoden till en början utan hastighet (e.g rymdladdningsbegränsad) beskriver Child-Langmuirs lag relationen mellan strömtätheten J och Vo.

## Lösning
Området mellan katoden och anoden visas i figuren och området runt katoden innehåller ett moln av elektroner (negativ rymdladdning) sådant att repulsionen gör att elektronerna som kokar på katodens yta lämnar ytan med praktiskt taget ingen hastighet alls. Med andra ord är det elektriska fältet noll vid katoden. Då har vi:
{\displaystyle E(0)=a_{y}E_{y}(0)=-a_{y}{\frac {dV(y)}{dy}}|_{y=0}=0}     (1)
I vilotillståndet är strömtätheten konstant och oberoende av y:
{\displaystyle J=-a_{y}J=a_{y}\rho (y)u(y)\,}    (2)
där laddningstätheten {\displaystyle \rho (y)} är en negativ enhet. Hastigheten u=ayu(y) är relaterad till det elektriska fältets intensitet E(y)=ayE(y) genom Newtons andra rörelselag:
{\displaystyle m{\frac {du(y)}{dt}}=-eE=e{\frac {dV(y)}{dy}}},    (3)
där {\displaystyle m=9.11*10^{-31}} (kg) och {\displaystyle -e=-1.60*10^{-19}} (C) är massan respektive laddningen hos en elektron. Noterar man att:
{\displaystyle m{\frac {du}{dt}}=m{\frac {du}{dy}}{\frac {dy}{dt}}=mu{\frac {du}{dy}}={\frac {d}{dy}}({\frac {1}{2}}mu^{2})}(4)
kan man skriva ekvation (3) som:
{\displaystyle {\frac {d}{dy}}({\frac {1}{2}}mu^{2})=e{\frac {dV}{dy}}}    (5)
Integration av ekvation (5) ger:
{\displaystyle {\frac {1}{2}}mu^{2}=eV},   (6)
där integreringskonstanten är satt till noll på grund av att vid {\displaystyle y=0} är {\displaystyle u(0)=V(0)=0}. Från ekvation (6) får vi:
{\displaystyle u=({\frac {2e}{m}}V)^{\frac {1}{2}}}.    (7)
För att bestämma {\displaystyle V(y)} inom elektroderna måste vi lösa Poissons ekvation med {\displaystyle \rho } uttryckt i termer av {\displaystyle V(y)} från ekvation (2):
{\displaystyle \rho =-{\frac {J}{u}}=-J{\sqrt {\frac {m}{2e}}}V^{-{\frac {1}{2}}}}    (8)
Från Poissons ekvation har vi:
{\displaystyle {\frac {d^{2}V}{dy^{2}}}=-{\frac {\rho }{\epsilon _{0}}}={\frac {J}{\epsilon _{0}}}{\sqrt {\frac {m}{2e}}}V^{-{\frac {1}{2}}}}     (9)
Ekvation (9) kan integreras om båda sidor först multipliceras med 2 {\displaystyle dV/dy}. Resultatet blir:
{\displaystyle ({\frac {dV}{dy}})^{2}={\frac {4J}{\epsilon _{0}}}{\sqrt {\frac {m}{2e}}}V^{\frac {1}{2}}+c}     (10)
På grund av {\displaystyle y=0,V=0} och {\displaystyle dV/dy=0} får vi från ekvation (1) att {\displaystyle c=0}. Ekvation (10) blir då:
{\displaystyle V^{-{\frac {1}{4}}}dV=2{\sqrt {\frac {J}{\epsilon _{0}}}}({\frac {m}{2e}})^{\frac {1}{4}}dy}     (11)
Integrerar man vänsterledet från {\displaystyle V=0} till {\displaystyle V_{0}} och högerledet från {\displaystyle y=0} till d får man:
{\displaystyle {\frac {4}{3}}V_{0}^{\frac {3}{4}}=2{\sqrt {\frac {J}{\epsilon _{0}}}}({\frac {m}{2e}})^{\frac {1}{4}}d}   (12)
eller:
{\displaystyle J={\frac {4\epsilon _{0}}{9d^{2}}}{\sqrt {\frac {2e}{m}}}V_{0}^{\frac {3}{2}}(A/m^{2})}    (13)
Ekvation (13) stipulerar att konvektionsströmtätheten i en rymdladdningsbegränsad rördiod är proportionell mot potentialskillnaden mellan anod och katod upphöjt till tre halva. Detta icke-linjära förhållande är känt som Child-Langmuirs lag.